# غرانت موراي
غرانت موراي (بالإنجليزية: Grant Murray)‏ (29 أغسطس 1975 إدنبرة المملكة المتحدة - ) هو لاعب كرة قدم بريطاني يلعب كمدافع.

## روابط خارجية
- غرانت موراي على موقع قاعدة بيانات كرة القدم.إي يو (الإنجليزية)
- غرانت موراي على موقع Soccerbase.com (لاعب) (الإنجليزية)
- غرانت موراي على موقع عالم كرة القدم.نت (الإنجليزية)